# Enisala

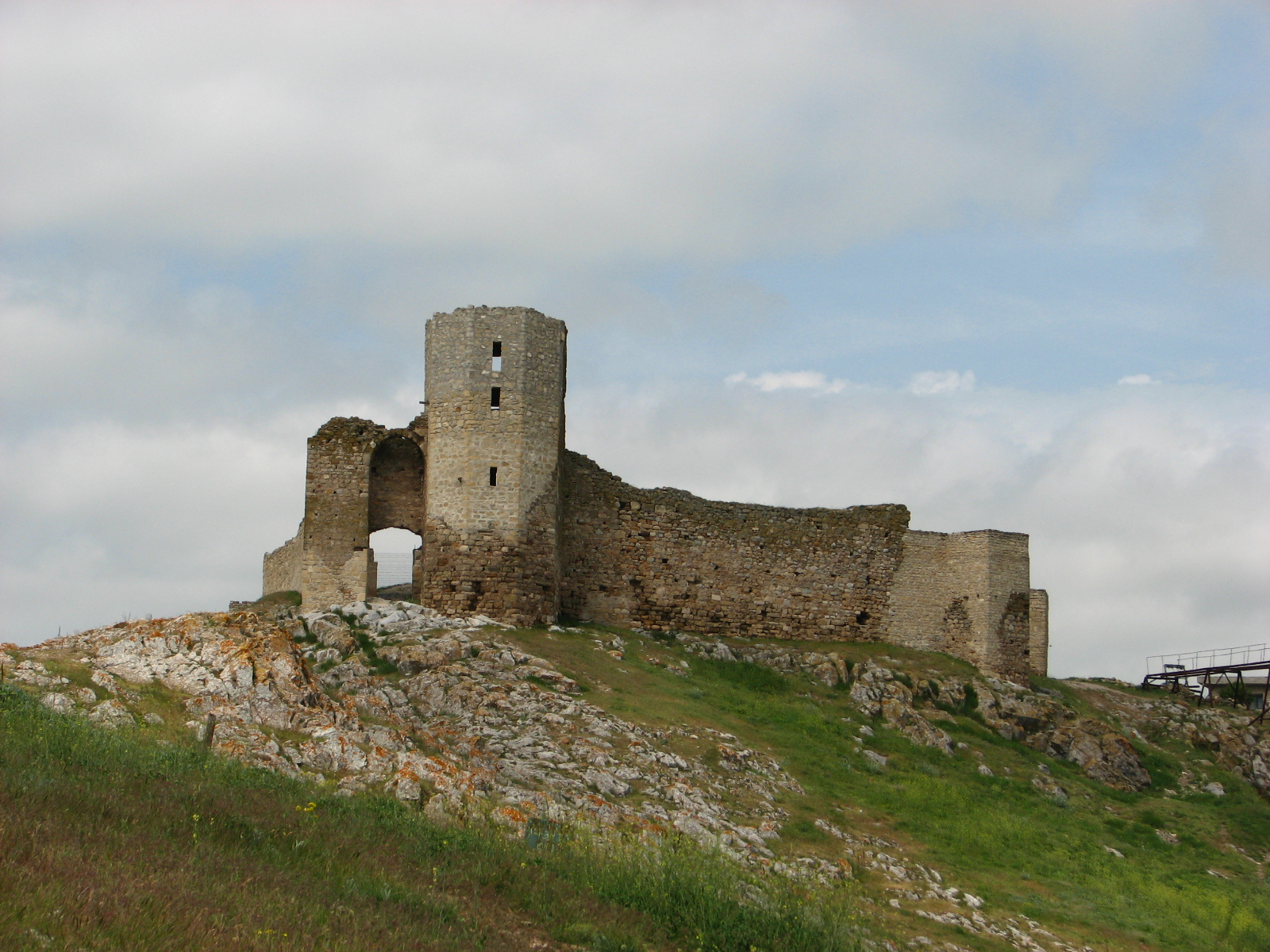
Ruinen der Festung Enisala

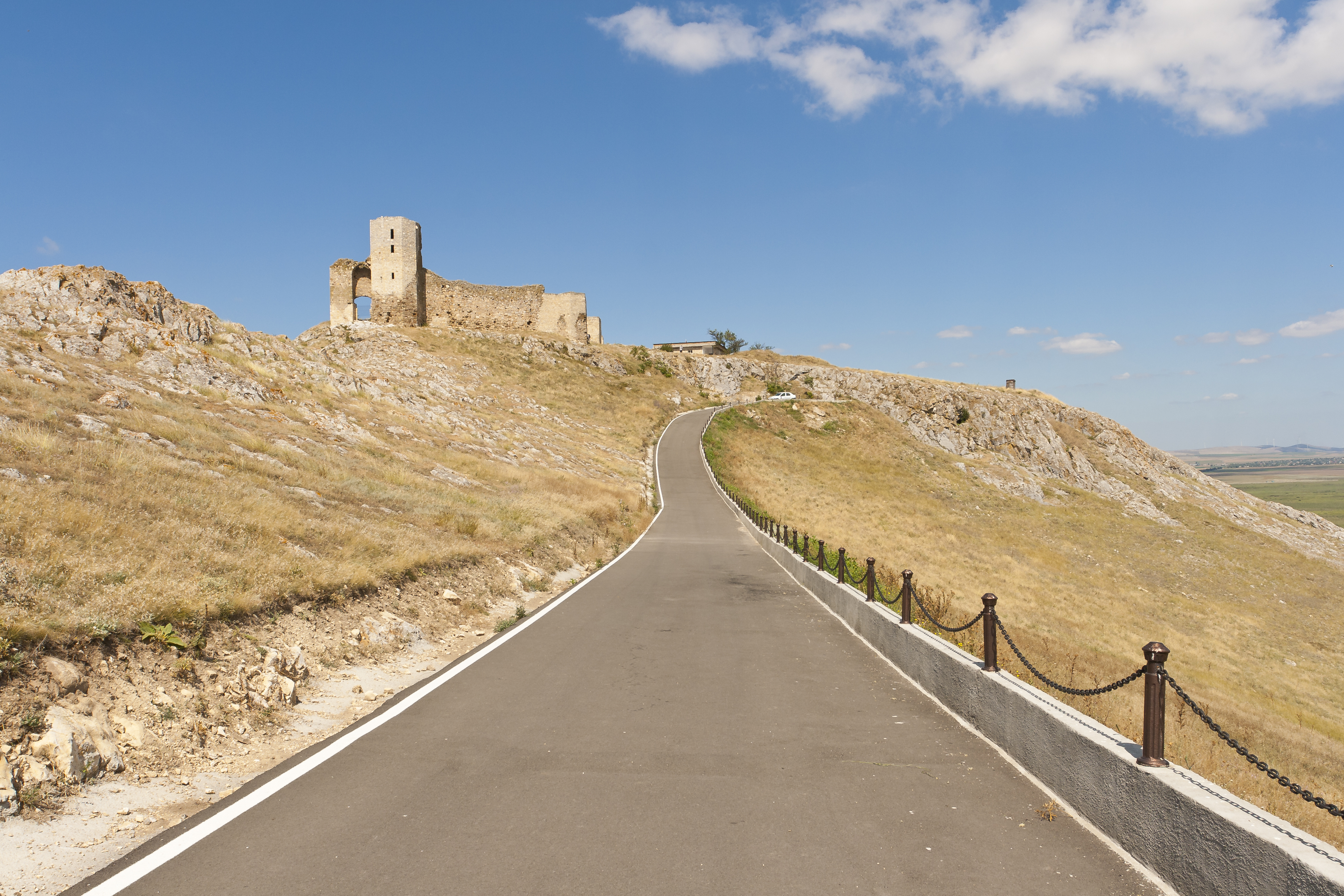
Überreste der Festung Enisala

Enisala (bulgarisch: Ново село, türkisch: Yeni sale) ist ein Dorf im Kreis Tulcea, in der Region Dobrudscha, im Südosten Rumäniens. Das Dorf Enisala gehört zur Gemeinde Sarichioi.

## Geografische Lage
Enisala liegt im Norden der Dobrudscha, im Kreis Tulcea, an den Kreisstraßen (drum județean) DJ 222 (Tulcea – Enisala – Ceamurlia de Jos) und DJ 222A (Enisala – Babadag).

## Nachbarorte
| Zebil    | Babadag-See                                 | Sarichioi          |
| Babadag  | Kompassrose, die auf Nachbargemeinden zeigt | Festung Enisala    |
| Visterna | Babadag-Wald                                | Sălcioara (Tulcea) |

## Geschichte
Die Gegend um Enisala ist seit Jahrtausenden bewohnt. In unmittelbarer Nähe wurde eine Siedlung der Gumelnitza-Kultur und eine weitere der Eisenzeit entdeckt. Während der Phanariotenzeit hieß die Ortschaft Heracleeia, die Römer nannten sie Vicus Novus (Neues Dorf). Unter türkischer Herrschaft entstand der heutige Name Enisala – wobei „yeni“ neu bedeutet und „sale“ Dorf, Siedlung. Hier leben seit Jahrhunderten Rumänen, Griechen, Bulgaren, Tataren, Türken, Lipowaner und Tscherkessen. Hauptattraktion von Enisala ist die mittelalterliche Festung.

### Festung Enisala
Die Festung Enisala wurde im 14. Jahrhundert auf Geheiß der kaiserlichen Behörden aus Byzanz errichtet. Sie diente militärischen und administrativen Zwecken. Von 1338 bis 1417 war sie unter der Herrschaft des walachischen Fürsten Mircea dem Alten. 1417 wurde sie von dem osmanischen Sulten Mehmed I. erobert und diente den Türken als Militärgarnison.
Heute ist Enisala die einzig verbliebene mittelalterliche Festung der Dobrudscha. Als Folge der russisch-osmanischen Kriege, ließen die russischen Generäle vor etwa 200 Jahren alle militärischen Stützpunkte der Osmanen zerstören. Enisala entging diesem Schicksal, da sie viele Jahre zuvor ihre strategische Funktion verloren hatte und aufgelassen wurde.